# Halles Raspail
Les halles Raspail appelées aussi les halles municipales de Toulon ou halles Poggio sont des halles situées dans le centre ancien de Toulon, situé dans le département du Var.

## Histoire
Les halles municipales de Toulon ont été inaugurées le 30 mars 1929.
Elles ont été construites à l'emplacement du square Vincent-Raspail.

Des inscriptions d'époque visibles à droite de la porte principale, en mosaïques dorées et blanches sur fond bleu indiquent : 
Cette halle inaugurée le 30 mars 1929 a été construite par décision du conseil municipal en date du 29 juillet 1927 sur l'initiative de M. E. Bloch, adjoint, Monsieur Émile Claude, maire. Monsieur Henri Bonnet, ingénieur municipal. Monsieur Marius Bonnamy, ingénieur architecte.
Les halles disposent d'un sous-sol. Les voutes sont réalisées en béton armé.
En 1956, on leur donne le nom d'Esther Poggio, revendeuse de fruit aux halles et résistante fusillée en 1944. Deux plaques commémoratives sont installées de chaque côté de la porte principale.
L'activité commerciale maraîchère est de moins en moins soutenue durant les années 1990, et l'on ne trouve plus que quelques vendeurs de fruit est légumes dans les halles au début des années 2000. Elles  sont finalement fermées en 2002 et restent abandonnées pendant plusieurs années.

## Renouveau des Halles
Courant des années 2000 plusieurs projets de réhabilitation se succèdent.
En 2003, l'intercommunalité TPM rachète les halles
.
Dans un premier temps il est prévu de transformer cet endroit en lieu culturel, avec salle de concert et divers boutiques culturelles.
Ce projet mené avec l'aide de l'intercommunalité TPM est cependant abandonné.
S'ensuit en 2017 un projet d'hôtel 3 étoiles de standing, mené par le groupe Artyster, et Baltis Capital,. L'ouverture est prévue pour mars 2019, cependant, à la suite de la défection d'une banque locale, les fonds ne sont pas réunis et le projet avorte, malgré le soutien financier d'un fonds d'investissement qui prendra le relais de cette banque, et à la suite de désaccords avec l'intercommunalité TPM.
En 2018, la municipalité et la métropole TPM annonce le nouveau projet retenu pour la réhabilitation . La société Biltoki, spécialisée dans création de halles, en partenariat avec le groupe Altarea et Carmilia sont retenus, pour transformer l'endroit en "halles gourmandes". Ces halles seront destinées à accueillir des commerces de bouches, un marché alimentaire, et de la petite restauration. Ce sont une vingtaine de stands qui doivent être commercialisés redonnant a ce bâtiment sa destination première.
Le permis de construire est signé en en mai 2019.
Les travaux commencent à l'automne, et les halles doivent ouvrir en juin 2020.
À cause de la pandémie de Covid-19, les travaux sont arrêtés pendant le confinement et l'ouverture est reportée au printemps 2021, puis à la fin de l'été.
Les halles sont inaugurées le 10 septembre 2021 par Hubert Falco, maire de la ville et président de la métropole.